# Teredo (informatyka)
Teredo – sposób tunelowania połączeń pomiędzy węzłami IPv6 poprzez sieć obsługującą tylko IPv4.
Działanie Teredo polega na kapsułkowaniu (enkapsulacji) datagramów IPv6 w datagramach IPv4 (transmisja UDP, zwykle na porcie 3544). W takiej postaci pakiety są przekazywane przez sieć nieobsługującą IPv6 aż do węzła zwanego Teredo relay posiadającego połączenie IPv6 z adresatem. Serwer ten odczytuje pakiet i transmituje go do adresata protokołem IPv6.
W założeniu Teredo ma być etapem przejściowym do czasu przejścia w całej globalnej sieci na protokół IPv6, co wymaga wymiany lub aktualizacji sprzętu nieprzystosowanego do obsługi tego protokołu (większość urządzeń „domowych”).
W systemach Windows protokół jest domyślnie aktywny od wersji Windows Vista.